# Mafoufou
Mafoufou  est une localité du Cameroun située dans la commune de Makary, le département du Logone-et-Chari et la Région de l'Extrême-Nord, à proximité de la frontière avec le Nigeria.  

## Population
Lors du recensement de 2005, Mafoufou comptait 404 habitants.